# Richland (Oregon)
Pour les articles homonymes, voir Richland.
Richland est une municipalité américaine située dans le comté de Baker en Oregon.
Lors du recensement de 2010, sa population est de 156 habitants. La municipalité s'étend sur 0,08 milles carrés (0,21 km2).
Richland devient une municipalité le 8 août 1902. Elle doit son nom à ses sols fertiles, « richland » signifiant « terre riche » en anglais.